# Amanita rubescens
Amanita rubescens, también conocida como amanita rojiza o amanita , es un hongo basidiomiceto caracterizado por poseer un sombrero globoso, cuando es joven, que evoluciona a plano, de color rojizo, con la tonalidad del vino: en la madurez, posee numerosos restos del velo de la volva, de color blanco rosáceo. La cutícula es separable con facilidad. El margen, incurvado a plano, no es estriado, y es delgado. Las láminas, numerosas, libres, son de color blanco, así como sus esporas. El pie es cilíndrico, de color blanquecino a rosado; en su base posee una volva del mismo color o ligeramente más saturado. Crece en pinares y en brezales.
De interés en gastronomía, debe consumirse siempre cocinada, nunca cruda; esto se debe a la presencia de hemolisinas que desaparecen al calentarse hasta los 65 °C. Dichas hemolisinas actúan eliminando los eritrocitos de la sangre. En Francia son muy apreciadas, se conocen con el nombre de Golmotte...con numerosas recetas de cocina regional y/o de alta cocina.Igualmente subrayar que las hemolisinas destruidas tras un shock térmico, aún pueden ser indigestas. Debe cuidarse su identificación porque se presta a confusión con Amanita pantherina, esta última muy tóxica. Amanita rubescens y Amanita pantherina  son "primas hermanas" y comparten hábitat.
Amanita rubescens tiene siempre tonos vinosos de los que carece Amanita pantherina.
Amanita pantherina tiene el borde del sombrero estriado. En Amanita rubescens el borde del sombrero es liso.

## Galería

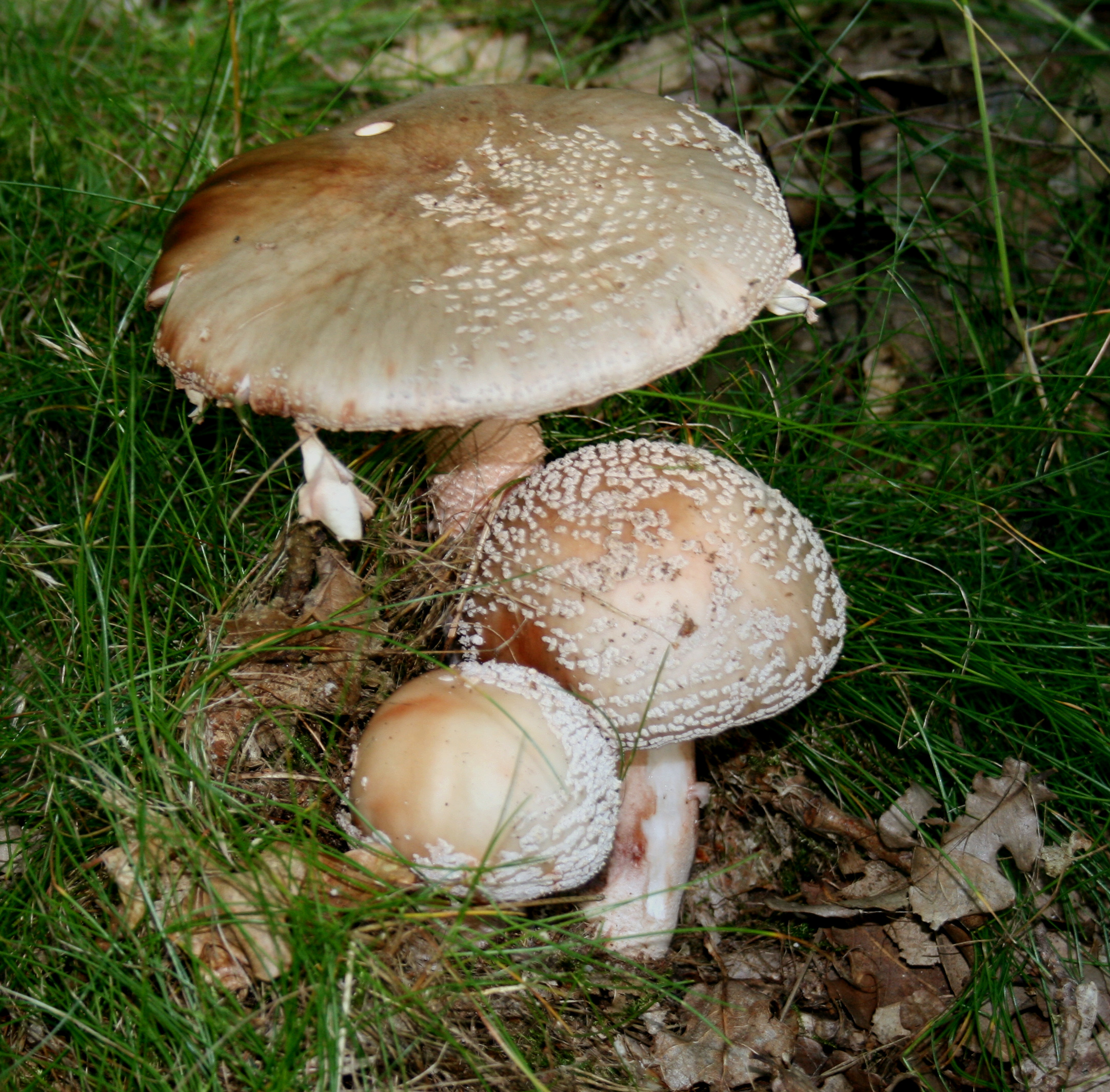
Amanita rubescens
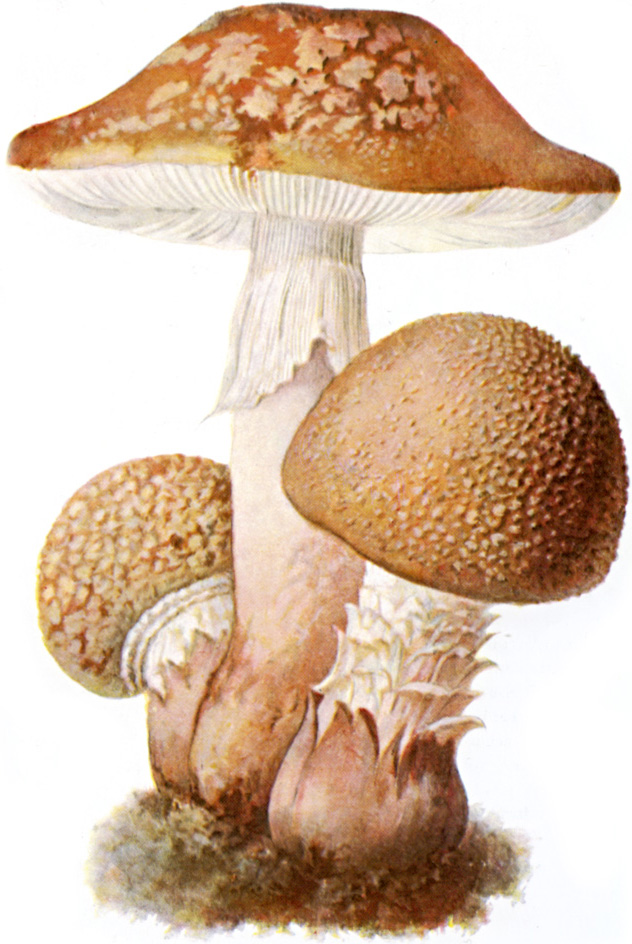
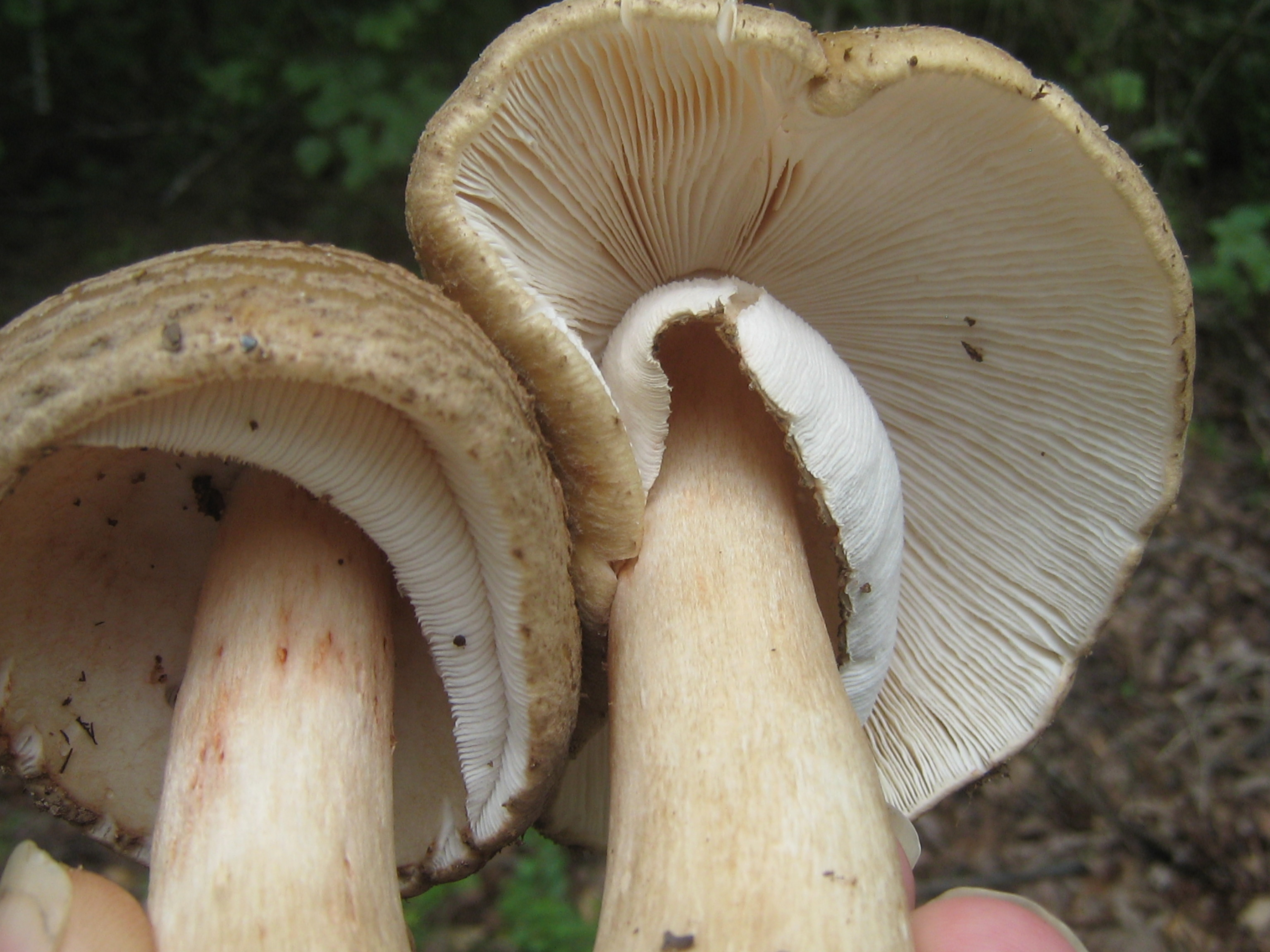
Amanita amerirubescens
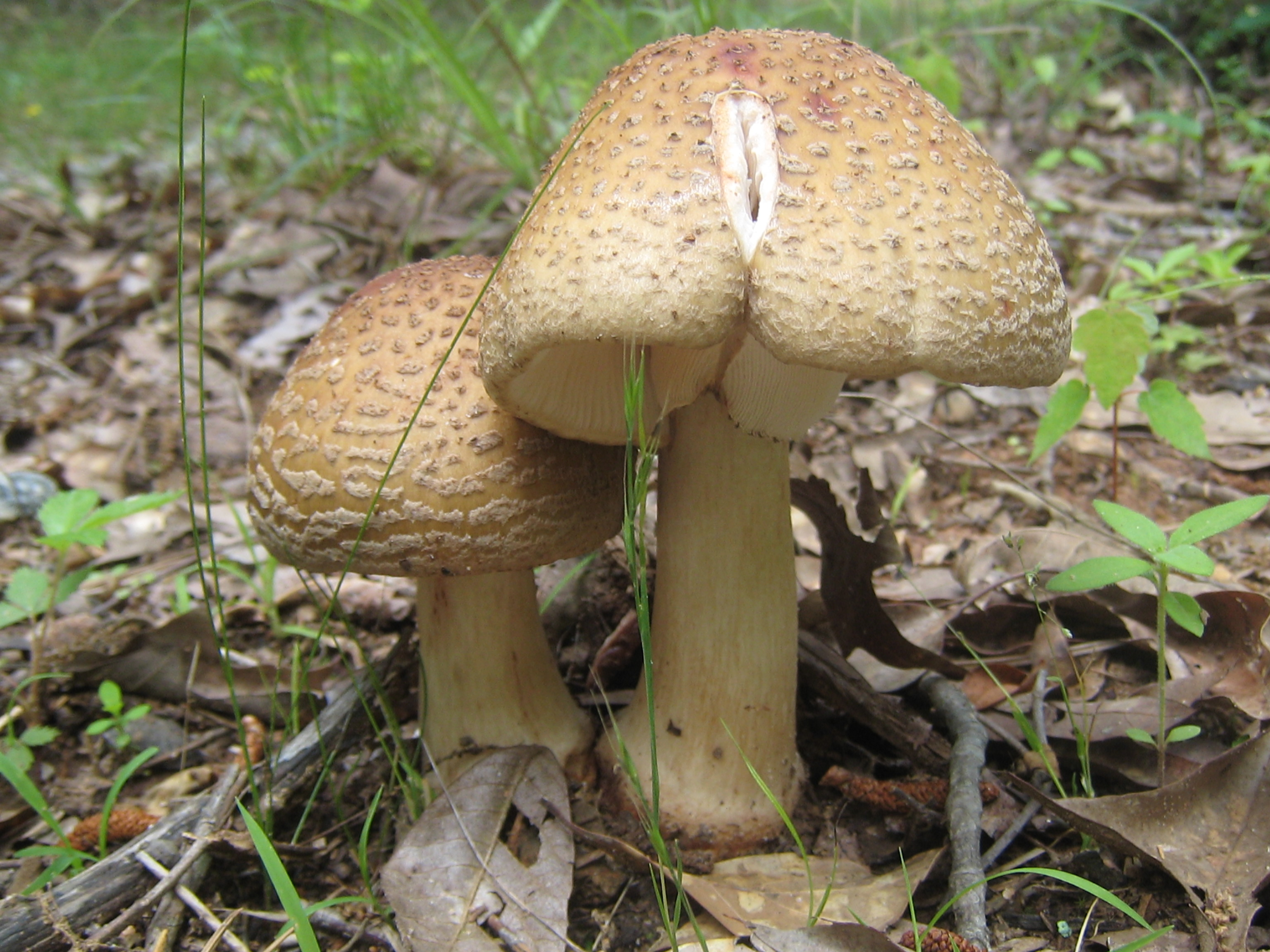
Amanita amerirubescens
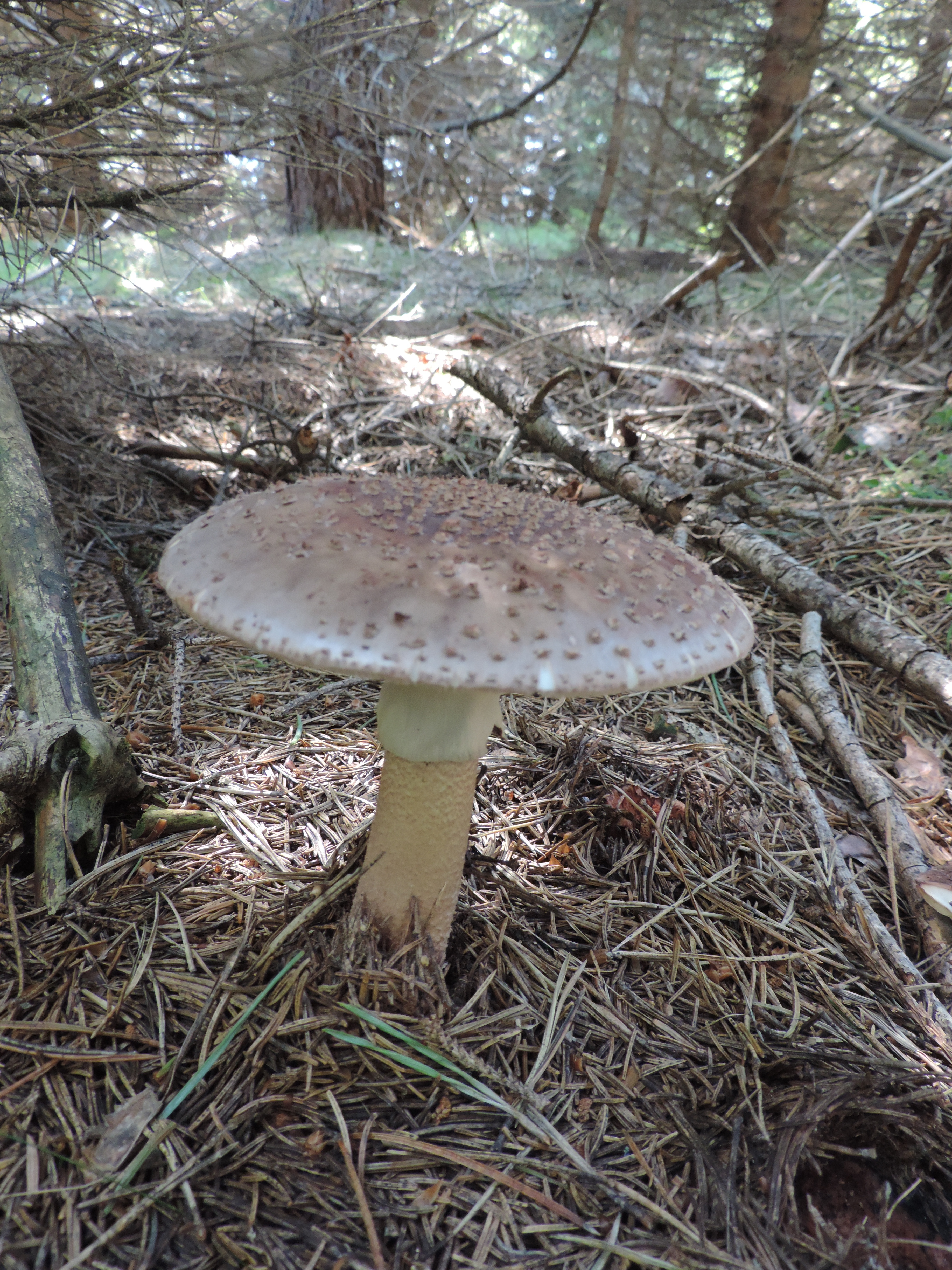
Amanita rubescens
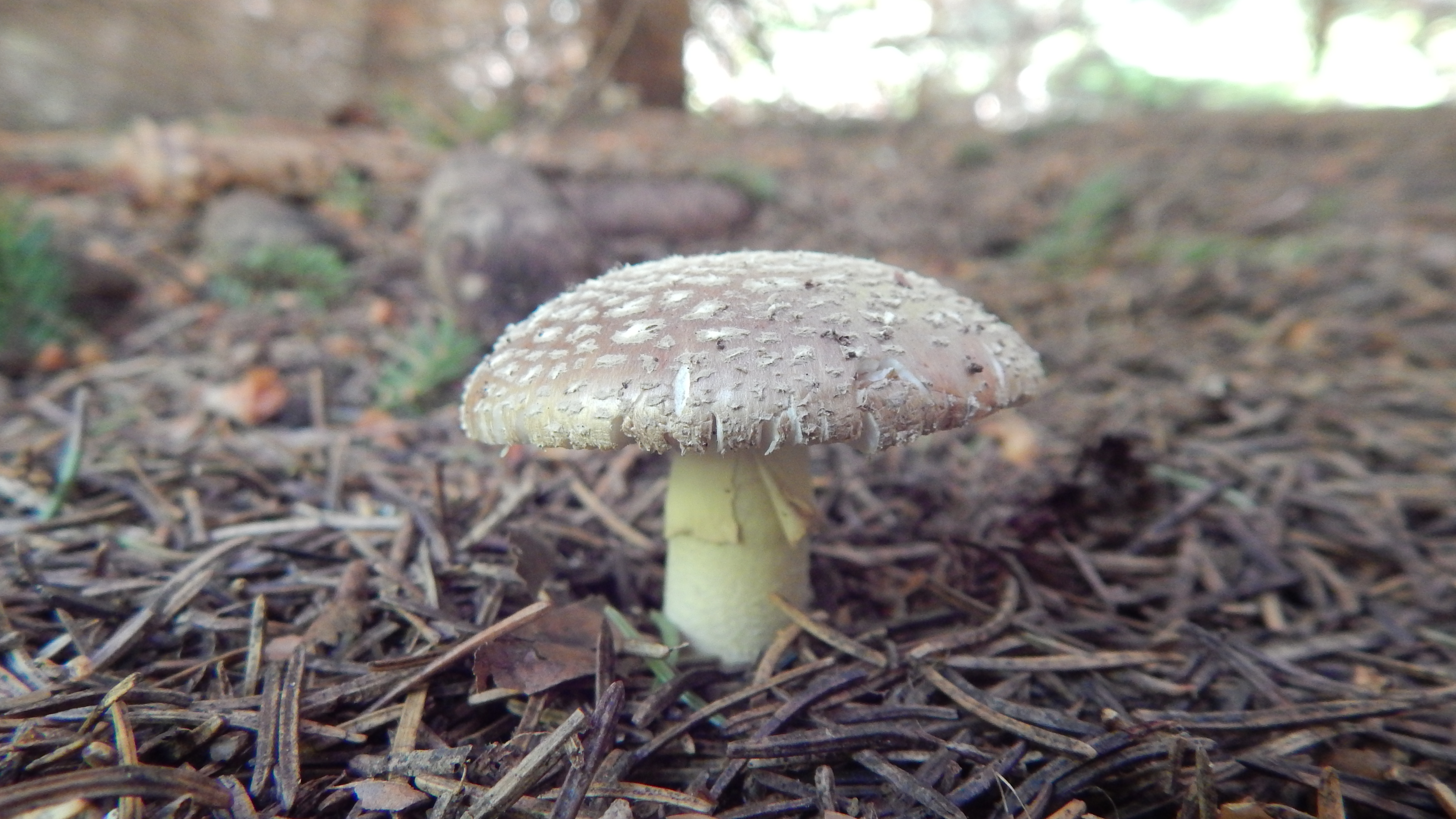
Amanita rubescens f. anulo sulphureus
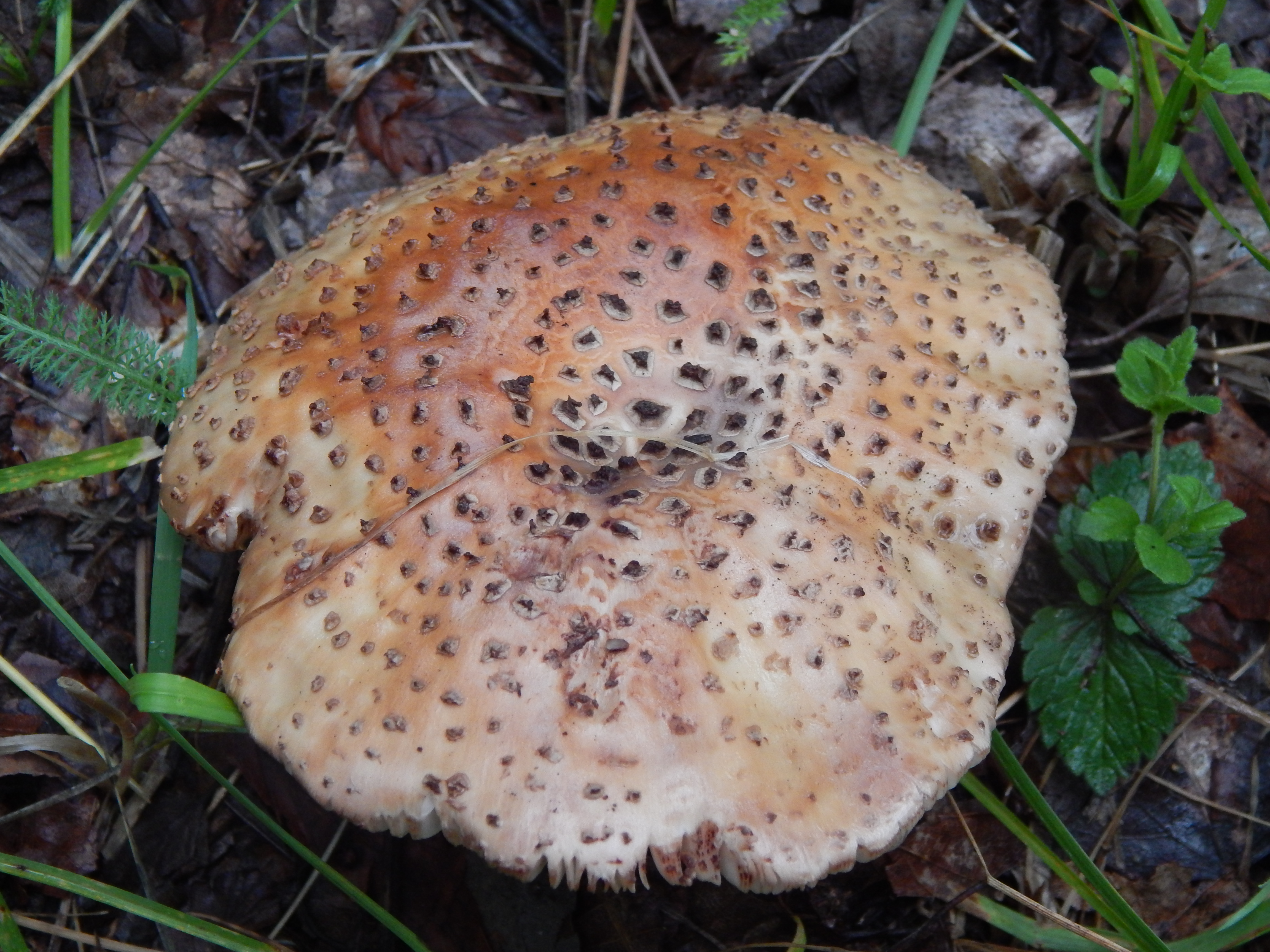
Amanita rubescens
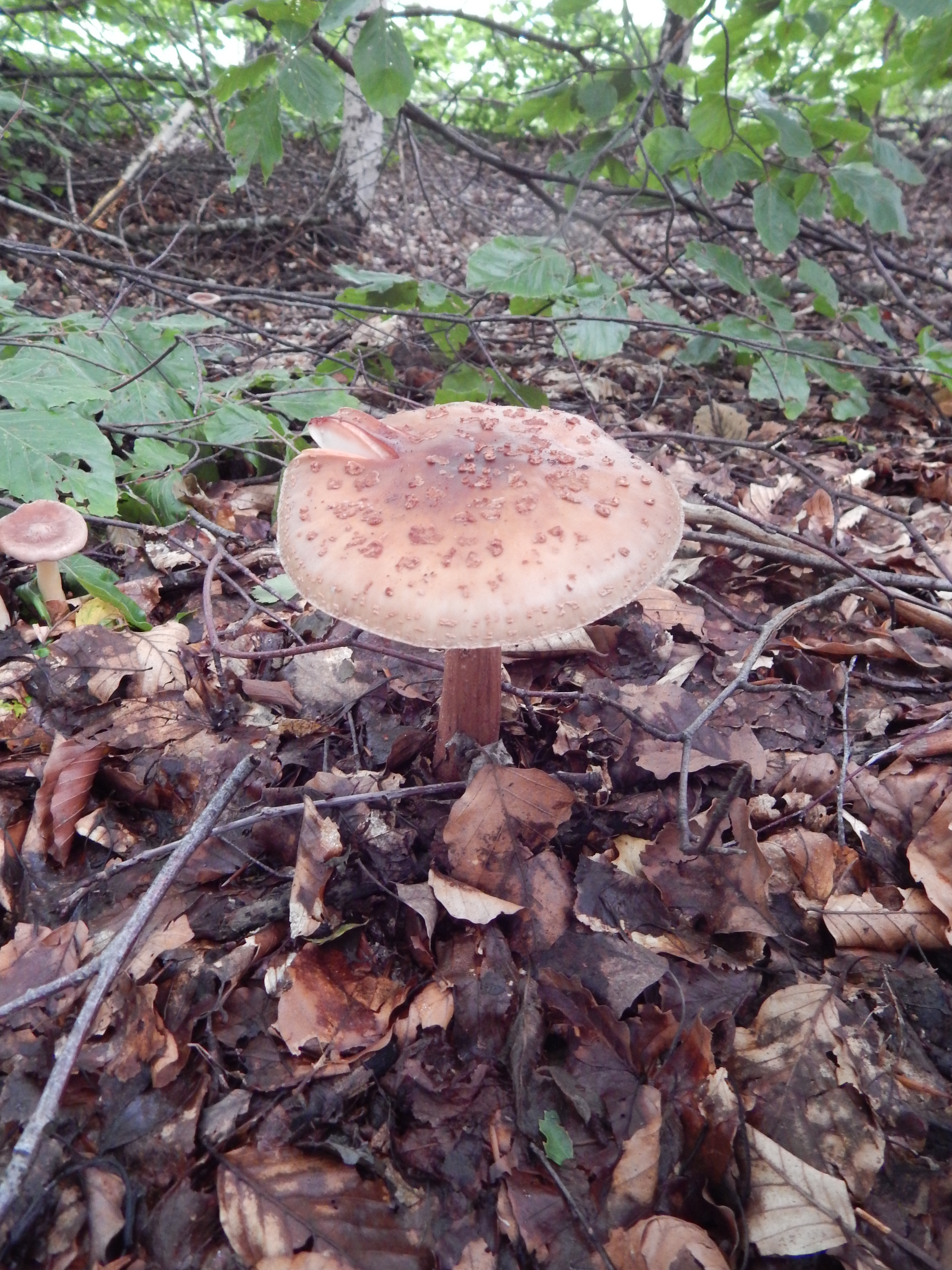
Amanita rubescens